# Stanley Greene
Stanley Greene (Nova York, 1949 - París, 19 de maig de 2017) fou un fotoperiodista estatunidenc. Va treballar per a l'agència VU Press i va cobrir el conflicte de Txetxènia. Va publicar les seves fotografies a Newsweek i Le Monde, entre altres mitjans. Va publicar diversos llibres entre els quals destaquen Somnambule (1993), Open Wound: Chechnya 1994-2003 (Trolley Books, 2004) amb Andre Glucksmann i Christian Caujolle; Katrina: An Unnatural Disaster (2006), Chalk Lines: The Caucasus (2007) i Black Passport (Mets & Schilt, 2009) amb Teun van der Heijden.